# Tíkhon Khrénnikov
Tíkhon Khrénnikov   (Ielets, 28 de maig de 1913 (Julià) - Moscou, 14 d'agost de 2007), nom complet amb patronímic Tíkhon Nikolàievitx Khrénnikov, rus: Ти́хон Никола́евич Хре́нников, fou un compositor, pianista i polític rus i soviètic.
Durant la dècada del 1930, Khrénnikov ja era aclamat com un dels principals compositors soviètics. El 1948, Andrei Jdànov, el líder de la campanya anti-formalisme, va nomenar Khrénnikov com a secretari de la Junta de la Unió de Compositors Soviètics. Va ocupar aquest influent càrrec fins al col·lapse de la Unió Soviètica el 1991.
És autor de 8 òperes, 5 ballets, 3 simfonies, 9 concerts instrumentals, música per a 30 pel·lícules, nombroses obres de cambra, música vocal i de programació i música per a produccions teatrals.

## Biografia

### Primers anys
Tíkhon Khrénnikov fou el més jove de deu fills, nascut en una família de comerciants de cavalls a la ciutat de Ielets, gubèrnia d'Oriol, Imperi Rus (ara a l'óblast de Lípetsk al centre de Rússia).
De petit tocava la guitarra en una orquestra de corda, cantava al cor de l'escola i, a partir dels 9 anys va començar a aprendre a tocar el piano. Ben aviat va començar a compondre música: valsos, marxes, estudis, obres de teatre... Quan era adolescent es va traslladar a Moscou. De 1929 a 1932, va estudiar composició al Escola Estatal de Música Gnessin amb Mikhaïl Gnessin i Iefraïm Guelman. De 1932 a 1936, va assistir al Conservatori de Moscou. Allà va estudiar composició amb Vissarion Xebalin i piano amb Heinrich Neuhaus. Com a estudiant, va escriure i tocar el seu Concert per a piano núm. 1, i la seva peça de graduació va ser la Simfonia núm. 1. La seva primera simfonia va ser dirigida per Leopold Stokowski. Es va fer popular amb la sèrie de cançons i serenates que va compondre per a la producció de 1936 de Molt soroll per no res al Teatre Vakhtàngov de Moscou.
El 1936 es va graduar al Conservatori de Moscou. Cal destacar que Tíkhon Khrénnikov, en aquell moment ja un compositor consumat, va ser qualificat de "bo" i no pas "excel·lent" per insistència de Serguei Prokófiev.Ja a la dècada de 1930, va entrar al cercle oficial de compositors soviètics, representant la "joventut del compositor". De manera característica, el seu discurs durant una discussió el febrer de 1936 sobre els articles de Pravda "Caos en comptes de música", rus: Сумбур вместо музыки i "Falsedat de ballet", rus: Балетная фальшь fou el següent:
| « | La decisió del 23 d'abril de 1932 apel·lava a la consciència de l'artista soviètic. Els artistes soviètics no van passar aquesta prova. Després del 23 d'abril, els joves es van afanyar a estudiar. Davant nostre estava la qüestió de dominar l'habilitat, dominar la tècnica. Hi havia una fascinació pels contemporanis occidentals. Els noms de Hindemith i Krenek van arribar a ser símbols dels artistes moderns avançats.[…] Després de l'entusiasme per les tendències occidentals, va sorgir una atracció per la senzillesa, influenciada per la composició per al teatre, on es requeria una música senzilla i expressiva. Vam créixer, va créixer la nostra autoconsciència, va créixer el desig de ser autèntics compositors soviètics, representants de la nostra època. Les composicions de Hindemith ja no ens satisfeien. Poc després va arribar Prokófiev, que va declarar que la música soviètica és provincialisme i que Xostakóvitx és el compositor més actual. Els joves compositors estaven confosos: d'una banda, volien crear una música més senzilla que fos més fàcil d'entendre per a les masses; d'altra banda, s'enfrontaven a les declaracions d'autoritats musicals com Prokófiev. Els crítics van escriure odes elogioses a Xostakóvitx.[…] Com van reaccionar els joves compositors davant Lady Macbeth? Aquesta òpera conté diversos grans fragments melòdics que ens van obrir algunes perspectives creatives. Però els entreactes i altres coses van despertar una hostilitat total. | » |

Juntament amb altres representants de la cultura soviètica (Nikolai Txeliàpov, Nikolai Miaskovski, Nikolai Txemberdjí, Serguei Vassílenko, Víktor Belo, Aleksandr Véprik, Aram Khatxaturian, Boris Xékhter, Gueorgui Khúbov, Vano Muradeli, Vladimir Iurovski i Lev Kulakovski), va signar una declaració on donava la benvinguda a "una sentència del Tribunal Suprem de la Unió Soviètica, dictada sobre traïdors contra la pàtria, mercenaris feixistes, com Tukhatxevski, Iakir i altres".
Després d'"haver adoptat l'estil optimista, dramàtic i descaradament líric afavorit pels líders soviètics",Khrénnikov va saltar a la fama el 1941, amb la "Cançó de Moscou" (rus: Свинарка и пастух Svinarka i pastukh, que significa "Porc i pastor"), partitura musical per a la popular pel·lícula soviètica del mateix nom per la qual va ser guardonat amb el Premi Stalin. El 1941, Khrénnikov va ser nomenat director musical del Teatre Central de l'Exèrcit Roig, càrrec que mantindria durant 25 anys.
El febrer de 1945, Khrennikov va ser enviat oficialment per l'Autoritat Política (Politupravlenie) de l'Exèrcit Roig des de Sverdlovsk, on ell i la seva família havien estat evacuats, al Primer Front de Belarús, al 8è Exèrcit comandat pel general (posteriorment mariscal) Txuikov.
El 1947 es va unir al PCUS i esdevingué diputat del Soviet Suprem.

### Carrera
Després de la guerra, Khrénnikov va començar una gran activitat social, que va aprendre a combinar amb la creativitat. El 1948, per ordre personal de Ióssif Stalin, va ser nomenat secretari general de la Unió de Compositors Soviètics. Va romandre en aquest càrrec durant 43 anys. Durant molt de temps es va creure que els músics soviètics, durant el regnat de Khrénnikov, no estaven sotmesos a la repressió.En una entrevista concedida al pianista Jascha Nemtsov el 8 de novembre de 2004 a Moscou, Khrénnikov va afirmar que, gràcies a la seva intercessió, el compositor "detingut" Mieczysław Weinberg va ser "alliberat immediatament", així com el compositor Aleksandr Véprik. En realitat, Véprik va passar quatre anys al Gulag, i Weinberg va ser alliberat el juny de 1953 després de la mort de Stalin.Al mateix temps, segons Ievgueni Kissin, el compositor Mikhaïl Meieróvitx  estava agraït a Khrénnikov per salvar-lo de la persecució durant la campanya contra el cosmopolitisme.

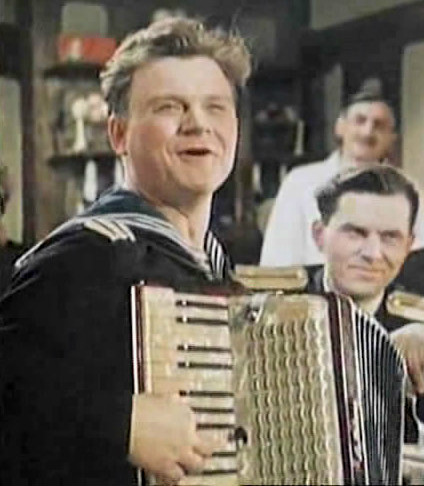
Tíkhon Khrénnikov com a passatger a "El tren va cap a l'est" (1947)

El 1949, Khrénnikov va criticar el jove compositor Aleksandr Lokxín, utilitzant el llenguatge del compositor estalinista Pàvel Apóstolov; En el seu discurs, Khrénnikov contrastava l'estil "modernista" de Lokshin amb la bilina de El somni de Stepan Razin de Galina Ustvólskaia, que considerava un exemple ideal de veritable art nacional.Aquest discurs va despertar la indignació de Mikhaïl Gnessin, que va acusar Khrénnikov de duplicitat, ja que no s'atrevia a criticar Lokxin en un entorn professional, sinó que ho feia ideològicament des de la seva posició com a alt funcionari soviètic.Després d'aquesta campanya ideològica, Lokxín va ser exclòs dels cercles acadèmics.
La “lluita contra els formalistes” també es va dur a terme en altres països: segons György Ligeti, després de la visita oficial de Khrénnikov a Budapest el 1948, el ballet de Béla Bartók El mandarí meravellós va ser eliminat del repertori, i literalment durant la nit, les pintures dels impressionistes francesos van ser traslladades als magatzems. El 1952, Ligeti va ser gairebé privat del dret a ensenyar per haver mostrat als estudiants la partitura prohibida de la Simfonia dels Salms d'Ígor Stravinski. Fou només la intervenció personal de Zoltán Kodály la que el va salvar.
Després de la mort de Stalin, Khrénnikov va conservar el seu càrrec. Durant aquest temps va escriure les òperes La mare, rus: Мать (1957), El vedell d'or, rus: Золотой телёнок (1985), els ballets Amor per amor, rus: Любовью за любовь (1976), La balada de l'hússar, rus: Гусарская баллада (1979), l'opereta Cent dimonis i una noia, rus: Сто чертей и одна девушка (1963) i d'altres.
Va donar suport a la "línia del partit" en la música, va participar en la persecució de compositors, inclosa Sofia Gubaidúlina (els anomenats Set de Khrénnikov). El llegat de l'avantguarda russa, així com els seus investigadors, van ser silenciats o atacats sistemàticament.Als musicòlegs nacionals que s'havien ocupat del llegat de l'avantguarda russa, per exemple, Nikolai Róslavets, no se'ls va permetre la seva difusió a l'estranger.
Només a finals de la dècada del 1950 el compositor va tornar al treball creatiu actiu.
Des de 1961 va ensenyar al Conservatori Txaikovski de Moscou, des de 1966, amb l'estatus de professor. Entre els seus alumnes hi hagué Viatxeslav Ovtxínnikov, Aleksandr Txaikovski i Tatiana Txúdova.

### Darrers anys
En l'última dècada de la seva vida, va parlar negativament dels líders de la perestroika, del col·lapse de l'URSS i de la liquidació de les estructures pertinents:
| « | Hi va haver una traïció als nostres líders. Considero que Gorbatxov i els seus sequaces són traïdors al partit i traïdors al poble, i han perseguit deliberadament l'art soviètic […]”. | » |

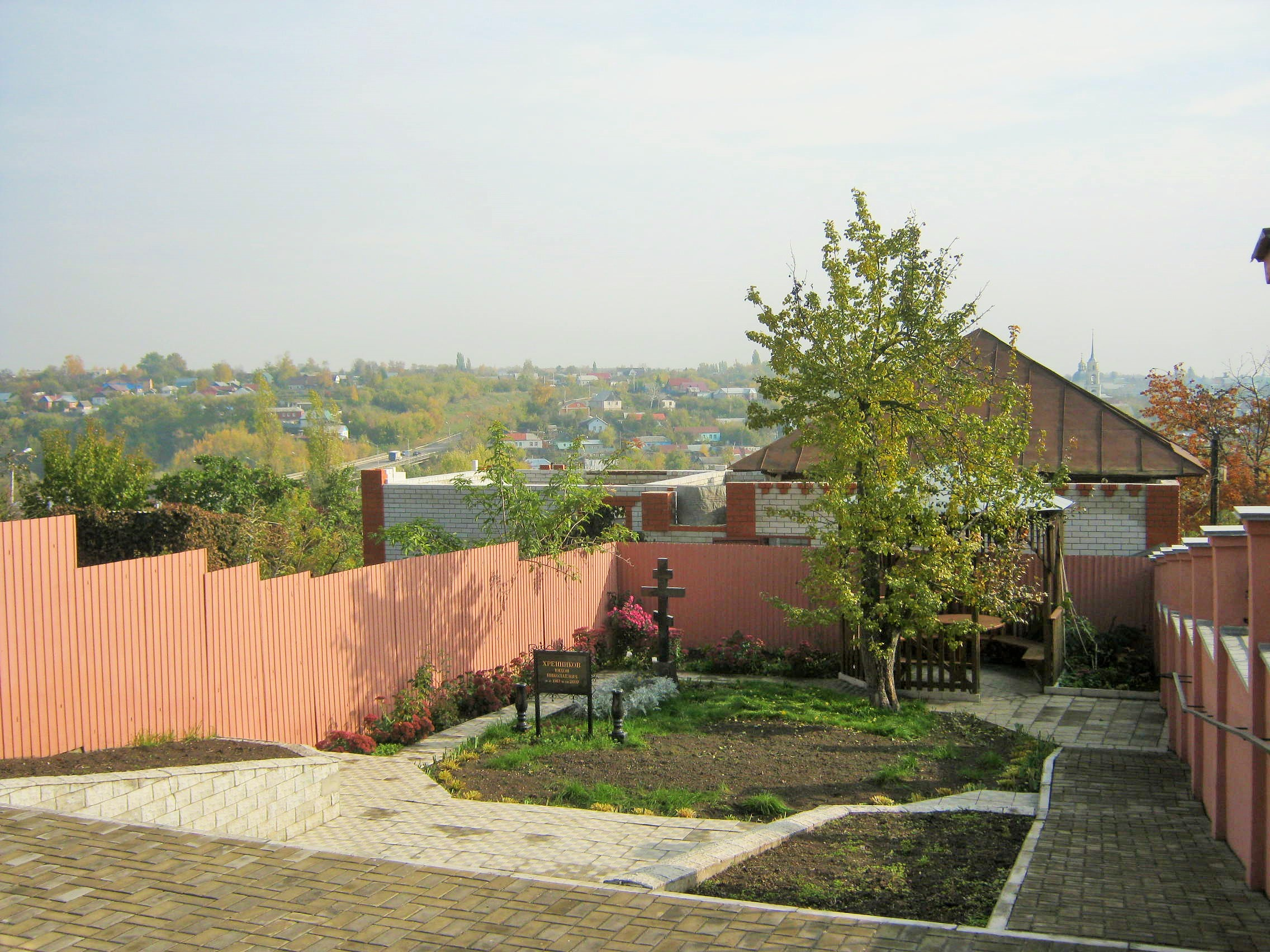
La tomba de T. N. Khrénnikov a Ielets.

En una altra entrevista concedida al mateix diari Zavtra (que vol dir "Demà") va descriure Stalin com un "geni", una "persona absolutament normal", tolerant amb les crítiques:
| « | Stalin, al meu entendre, coneixia la música millor que qualsevol de nosaltres. Anava constantment a les representacions del Teatre Bolxoi i sovint hi portava el Politburó: va educar, per dir-ho d'alguna manera, els seus empleats.[…] Stalin era una persona completament normal. Fadéiev discutia sovint amb ell. Jo mateix hi vaig haver de discutir un cop.[…] Com a l'antiga Grècia clàssica, també a la Unió Soviètica la música era de la màxima importància per a l'estat. La influència espiritual dels més grans compositors i intèrprets, que van donar forma a persones intel·ligents i de voluntat forta, va ser enorme, principalment a través de la ràdio. | » |

Tíkhon Khrénnikov va morir el 14 d'agost de 2007 a Moscou a l'edat de 94 anys. El funeral va tenir lloc a Ielets el 17 d'agost de 2007. Uns mesos abans de la seva mort, va dir que li agradaria ser enterrat a Ielets, a la ciutat on va néixer, que estimava molt, on estaven enterrats els seus pares. L'administració de la ciutat, després de consultar amb el net i la filla del compositor, va decidir enterrar-lo al jardí de la seva pròpia casa-museu, on va néixer. Segons el seu testament, una creu ortodoxa va ser erigida a la tomba, però, un bust de Khrénnikov de Lev Kerbel va ser erigit no gaire lluny de la tomba.

## Composicions (selecció)

### Simfonies
- Simfonia núm. 1 en si bemoll menor, op. 4 (1933–35)
- Simfonia núm. 2 en do menor, op. 9 (1940–42)
- Simfonia núm. 3 en la major, op. 22 (1973)

### Concerts
- Concert per a piano núm. 1 en fa major, op. 1 (1932–33)
- Concert per a violí núm. 1 en re major, op. 14 (1958–59)
- Concert per a violoncel núm. 1 en do major, op. 16 (1964)
- Concert per a piano núm. 2 en do major, op. 21 (1972)
- Concert per a violí núm. 2 en do major, op. 23 (1975)
- Tres peces per a violí i orquestra, op. 26b (1978)
- Concert per a piano núm. 3 en do major, op. 28 (1983–84)
- Concert per a violoncel núm. 2, op. 30 (1986)
- Concert per a piano núm. 4, per a piano, orquestra de corda i percussió, op. 37 (1991)

### Per a instruments
- 3 valsos per a piano:"Record", "Somnis", "Fantasia" (1925) (1925)
- Estudi per a piano (1926)
- Marxa per a piano (1926)
- Vals per a piano (1926)
- Quartet de corda (1931)
- Sonata per a violí i violoncel (1932)
- 5 peces per a piano (1933)
- 3 peces per a piano (1935)
- 3 peces per a violí i piano (1978)
- Quartet de corda núm. 1 (1989)
- Sonata per a violoncel i piano (1989)
- 5 peces per a vent fusta (1990)
- Quartet de corda núm. 2 (1993)
- 6 peces infantils per a piano (2002)

### Òperes
- "Dins la tempesta" (en 4 actes, op. 8, sobre llibret d'A. M. Faikó, basat en la novel·la "La solitud" de Nikolai Virta, 1939, 2a edició - 1952)
- "Frol Skobéiev" ("El gendre sense arrels") (en 4 actes, sobre llibret de S. A. Tsenin basat en la "Comèdia sobre el noble rus Frol Skobéiev" de Dmitri Avérkiev, 1950, 2a edició - 1966)
- "La Mare" (en 4 actes, sobre llibret d'A. M. Faikó, basat en la novel·la homònima de Maksim Gorki, 1957)
- "El nen gegant", rus: Мальчик-великан, (en 3 actes, per a nens, amb llibret de Natàlia Sats i Nikolai Xestakov basat en l'obra "Mik" de Nikolai Xestakov, 1969)
- "Molt soroll sobre...cors", rus: Много шума из-за… сердец (en 2 actes, amb llibret de Borís Pokrovski basat en la comèdia de William Shakespeare Molt soroll per no res, 1972)
- "Dorotea" (en 2 actes, sobre llibret de Iàkov Khaletski, basat en l'obra de Richard Brinsley Sheridan The Duenna, 1983)
- "El vedell d'or", rus: Золотой телёнок (en 2 actes, sobre llibret de Iàkov Khaletski, basat en la novel·la homònima d'Ilf i Petrov, 1984)
- "El rei nu", rus: Голый король (en 2 actes, basada en l'obra homònima de Ievgueni Schwartz, 1988).

### Ballets
- "El nostre pati", rus: Наш двор (un acte, per a nens, 1970)
- “Amor per amor” (en 2 actes, sobre llibret de Vera Boccadoro i Borís Pokrovski, basat en la comèdia Molt soroll per no res de Shakespeare, 1976)
- "La ballada de l'hússar" (en 3 actes, sobre llibret d'Oleg Vinogràdov basat en l'obra "Fa molt de temps" d'Aleksandr Gladkov, 1979)
- "Napoleó Bonaparte" (en 2 actes, amb llibret de Aleksandr Belinski i Andrei Petrov, basat en una crònica històrica, 1995)
- "La filla del capità" (en 2 actes, sobre llibret de V. N. Butrimóvitx, basat en la novel·la del mateix nom d'Aleksandr Puixkin, 1999).

### Operetes
- "Cent dimonis i una noia", rus: Сто чертей и одна девушка (1963)
- "Nit blanca", rus: Белая ночь (1967)
- "Miracles, i res més!", rus: Чудеса, да и только! (musical en 2 actes, per a nens, 2001)
- "A les 6 de la tarda després de la guerra", rus: В 6 часов вечера после войны (musical, 2003)

### Suites
- Suite de la música de l'obra "Mik" per a petita orquestra simfònica i veu (1934)
- Suite de la música de l'obra "Molt soroll per no res" (1936)
- "Don Quixot" de Mikhaïl Bulgàkov, suite per a orquestra, op. 10 (1941)
- Suite de la música per al ballet "Amor per amor" (1982)
- Suite de la música per al ballet "La balada de l'hússar" (1983)